# Nati nel 1952/Marzo
| Questa pagina contiene informazioni ricavate automaticamente dalle voci biografiche con l'ausilio del template Bio e di un bot. L'aggiornamento è periodico e automatico e ricostruisce completamente la pagina. Se manca una persona in questa lista, sei pregato di non aggiungerla, ma accertati piuttosto che la sua voce biografica contenga il template Bio e che i dati anagrafici siano correttamente compilati. Se il template Bio manca, inseriscilo tu stesso o, in alternativa, metti l'avviso {{tmp\|Bio}} che ne segnala la mancanza. Se i dati riportati sono sbagliati, correggi direttamente la voce biografica; le modifiche saranno visibili in questa lista entro pochi giorni. Per chiarimenti vedi il progetto biografie. La lista contiene solo le 262 persone che sono citate nell'enciclopedia e per le quali è stato implementato correttamente il template Bio. Pagina aggiornata al 18 ago 2025. |

- 1º marzo - Nevada Barr, scrittrice statunitense
- 1º marzo - Michele Galati, brigatista italiano († 2019)
- 1º marzo - Martin O'Neill, ex calciatore e allenatore di calcio nordirlandese
- 1º marzo - Brian Winters, ex cestista e allenatore di pallacanestro statunitense
- 2 marzo - David Blanchflower, economista britannico
- 2 marzo - Terry Eccles, ex calciatore inglese
- 2 marzo - Mauro Felicori, dirigente pubblico italiano
- 2 marzo - Jane Henschel, mezzosoprano statunitense
- 2 marzo - Laraine Newman, attrice e doppiatrice statunitense
- 2 marzo - Sergej Vadimovič Stepašin, politico russo
- 2 marzo - Andrea Vitali, storico, regista teatrale e musicologo italiano
- 3 marzo - Floyd Allen, ex cestista statunitense
- 3 marzo - Chris Carenza, ex calciatore statunitense
- 3 marzo - Cornelius Cash, ex cestista statunitense
- 3 marzo - Silvana Dameri, politica italiana
- 3 marzo - Sigrid Eberle, ex sciatrice alpina austriaca
- 3 marzo - Rocky Giordani, attore italiano
- 3 marzo - Randy Gradishar, ex giocatore di football americano statunitense
- 3 marzo - Kazuki Ōmori, regista, produttore cinematografico e sceneggiatore giapponese († 2022)
- 3 marzo - Ângela Vieira, attrice brasiliana
- 4 marzo - Giancarlo Alessandrelli, ex calciatore italiano
- 4 marzo - Terje Andersen, ex pattinatore di velocità su ghiaccio norvegese
- 4 marzo - Gianfranco Bianco, giornalista e conduttore televisivo italiano († 2016)
- 4 marzo - Patrick Fernandez, pilota motociclistico francese
- 4 marzo - Sergio Gasparin, dirigente sportivo e allenatore di calcio italiano
- 4 marzo - Erik Håker, ex sciatore alpino norvegese
- 4 marzo - Ronn Moss, attore, musicista e cantante statunitense
- 4 marzo - Umberto Tozzi, cantautore e chitarrista italiano
- 4 marzo - Jim Wolf, giocatore di football americano statunitense († 2003)
- 5 marzo - Nouria Benghabrit-Remaoun, sociologa e politica algerina
- 5 marzo - Petar Borota, calciatore jugoslavo († 2010)
- 5 marzo - Alicia Bárcena Ibarra, biologa, politica e diplomatica messicana
- 5 marzo - Mario Catania, funzionario e politico italiano
- 5 marzo - Nanà Cecchi, costumista italiana
- 5 marzo - Alan Clark, tastierista britannico
- 5 marzo - Jurij Kucenko, multiplista sovietico († 2018)
- 5 marzo - Robin Hobb, scrittrice statunitense
- 5 marzo - Valentina Nikonova, ex schermitrice sovietica
- 5 marzo - Giampaolo Nuvoli, giornalista e politico italiano († 2011)
- 5 marzo - Fernando da Piedade Dias dos Santos, politico angolano
- 5 marzo - José De la Cruz, ex calciatore paraguaiano
- 6 marzo - Jimmy Allen, giocatore di football americano statunitense († 2019)
- 6 marzo - András Botos, ex pugile ungherese
- 6 marzo - Ieke van den Burg, politica olandese († 2014)
- 6 marzo - Giulio Capitanio, ex fondista italiano
- 6 marzo - John David Carson, attore statunitense († 2009)
- 6 marzo - Kathryn Evans, attrice teatrale, cantante e ballerina britannica
- 6 marzo - Jean-Yves Lormeau, ballerino e direttore artistico francese († 2014)
- 6 marzo - Bill Mishalow, ex calciatore statunitense
- 6 marzo - Ileana Pagani, storiografa italiana
- 6 marzo - Ritchie, cantante, polistrumentista e ballerino britannico
- 7 marzo - William Boyd, scrittore e sceneggiatore britannico
- 7 marzo - Aleksandr Elizarov, ex biatleta sovietico
- 7 marzo - Jacques-Rémy Girerd, regista, produttore cinematografico e scrittore francese
- 7 marzo - Beppe Leoncini, batterista italiano
- 7 marzo - Dominique Mamberti, cardinale e arcivescovo cattolico francese
- 7 marzo - Riccardo Migliori, politico italiano
- 7 marzo - Lynn Swann, politico e ex giocatore di football americano statunitense
- 7 marzo - Gianluigi Zuanel, ex ciclista su strada italiano
- 8 marzo - George Allen, politico statunitense
- 8 marzo - Renato Bartolini, compositore, musicista e cantante italiano
- 8 marzo - Girolamo Ciulla, scultore italiano († 2023)
- 8 marzo - Josef Nečas, cestista cecoslovacco
- 8 marzo - Vito Petruzzelli, ex calciatore italiano
- 8 marzo - Ivone Pinton, ex pilota automobilistico italiano
- 8 marzo - Pius Segmüller, ufficiale e politico svizzero
- 8 marzo - Vladimir Vasjutin, cosmonauta sovietico († 2002)
- 9 marzo - Bill Beaumont, ex rugbista a 15, imprenditore e dirigente sportivo britannico
- 9 marzo - William Kirby Cullen, attore statunitense
- 9 marzo - Pietro Maria Fragnelli, vescovo cattolico italiano
- 9 marzo - Amir Peretz, politico e sindacalista israeliano
- 9 marzo - Ruggero Po, giornalista e conduttore radiofonico italiano
- 9 marzo - Ul'jana Semënova, ex cestista sovietica
- 9 marzo - Alexandru Sătmăreanu, allenatore di calcio e ex calciatore rumeno
- 10 marzo - Philip Don, ex arbitro di calcio inglese
- 10 marzo - Joshua Gqozo, militare sudafricano
- 10 marzo - Jeffrey Kurland, costumista statunitense
- 10 marzo - Johanna Lindsey, scrittrice statunitense († 2019)
- 10 marzo - Romeo Morri, politico sammarinese († 2022)
- 10 marzo - Roberta Oberti, chimica italiana
- 10 marzo - Jean-Pierre Posca, calciatore francese († 2010)
- 10 marzo - Morgan Tsvangirai, politico, sindacalista e attivista zimbabwese († 2018)
- 10 marzo - Giovanni Maria Vian, storico e giornalista italiano
- 10 marzo - Jürgen Wiefel, ex tiratore a segno tedesco
- 11 marzo - Douglas Adams, scrittore, sceneggiatore e umorista britannico († 2001)
- 11 marzo - Pier Paolo Bianchi, pilota motociclistico italiano
- 11 marzo - John Brownlie, allenatore di calcio e ex calciatore scozzese
- 11 marzo - Pasquale Cascella, giornalista e politico italiano
- 11 marzo - Walter Cinciripini, ex arbitro di calcio italiano
- 11 marzo - Rod Derline, ex cestista statunitense
- 11 marzo - James Fleet, attore britannico
- 11 marzo - Giancarlo Giudice, serial killer italiano
- 11 marzo - Andreas Kronthaler, tiratore a segno austriaco († 2025)
- 11 marzo - Joel Lucas, ex mezzofondista francese
- 11 marzo - Claes Malmberg, ex calciatore svedese
- 11 marzo - Ricardo Martinelli, politico e imprenditore panamense
- 11 marzo - Marcello Mencarini, fotografo e giornalista italiano
- 11 marzo - Generoso Pompa, pittore italiano
- 11 marzo - Susan Richardson, attrice statunitense
- 11 marzo - Marjolijn Verspoor, linguista olandese
- 12 marzo - Hulusi Akar, politico e generale turco
- 12 marzo - Julius Carry, attore statunitense († 2008)
- 12 marzo - André Comte-Sponville, filosofo francese
- 12 marzo - Fabio Da Col, ex bobbista italiano
- 12 marzo - Nadka Golčeva, ex cestista bulgara
- 12 marzo - Dahir Riyale Kahin, politico somalo
- 12 marzo - Franz-Josef Niemann, presbitero e teologo tedesco
- 12 marzo - Yasuhiko Okudera, dirigente sportivo, allenatore di calcio e ex calciatore giapponese
- 12 marzo - Patricia Schonstein, scrittrice e poetessa zimbabwese
- 12 marzo - Diego Umaña, allenatore di calcio e ex calciatore colombiano
- 12 marzo - Salvatore Vinci, militare italiano († 1989)
- 13 marzo - Luana Angeloni, politica italiana
- 13 marzo - Israel Knohl, biblista e storico israeliano
- 13 marzo - Alain Merchadier, ex calciatore francese
- 13 marzo - Joesi Prokopetz, cantante, paroliere e cabarettista austriaco
- 13 marzo - Wolfgang Rihm, compositore tedesco († 2024)
- 13 marzo - Sepp Weiß, ex calciatore tedesco
- 14 marzo - Jaime Caruana, economista spagnolo
- 14 marzo - Jaan Eslon, scacchista svedese († 2000)
- 14 marzo - Mariano Garau, compositore italiano
- 14 marzo - Zoja Ivanova, ex maratoneta kazaka
- 14 marzo - Miguel Rivero, ex calciatore cubano
- 14 marzo - Dennis Vaninger, ex calciatore statunitense
- 14 marzo - Maurizio Viroli, filosofo e saggista italiano
- 15 marzo - Ricky Belloni, chitarrista e cantante italiano
- 15 marzo - Howard Devoto, musicista e cantante britannico
- 15 marzo - Enzo Draghi, cantautore, compositore e arrangiatore italiano
- 15 marzo - Hugh Gilbert, vescovo cattolico britannico
- 15 marzo - Carlo Marrale, cantante, chitarrista e compositore italiano
- 15 marzo - Tat'jana Proročenko, velocista sovietica († 2000)
- 15 marzo - Willy Puchner, fotografo austriaco
- 15 marzo - Michele Scorrano, calciatore italiano († 2009)
- 15 marzo - Domenic Stansberry, scrittore statunitense
- 15 marzo - Earl Ray Tomblin, politico statunitense
- 16 marzo - Maj Boillin, ex cestista svedese
- 16 marzo - Jim Bradley, cestista statunitense († 1982)
- 16 marzo - Maurizio Fabrizio, compositore, cantante e arrangiatore italiano
- 16 marzo - Alice Hoffman, scrittrice statunitense
- 16 marzo - Philippe Kahn, inventore e imprenditore statunitense
- 16 marzo - Masaki Kajishima, regista e fumettista giapponese
- 16 marzo - Irwin Keyes, attore e comico statunitense († 2015)
- 16 marzo - Park Kyung-bok, ex calciatore sudcoreano
- 16 marzo - Mohammad Sadeghi, ex calciatore iraniano
- 16 marzo - Paul Theunis, ex calciatore e allenatore di calcio belga
- 17 marzo - Fabrizio Caleffi, commediografo, regista e attore italiano
- 17 marzo - Barry Horne, attivista britannico († 2001)
- 18 marzo - Rod Baker, allenatore di pallacanestro statunitense
- 18 marzo - Jan Hjorth, ex cestista svedese
- 18 marzo - Alberto Mantovani, ex calciatore italiano
- 18 marzo - Michaela May, attrice tedesca
- 18 marzo - Glenn McDonald, ex cestista e allenatore di pallacanestro statunitense
- 18 marzo - Giuliano Santi, doppiatore e direttore del doppiaggio italiano
- 18 marzo - Bernie Tormé, chitarrista irlandese († 2019)
- 18 marzo - Mike Webster, giocatore di football americano statunitense († 2002)
- 18 marzo - Salomé Zourabichvili, scrittrice, politica e diplomatica francese
- 19 marzo - Wolfgang Ambros, cantante, chitarrista e musicista austriaco
- 19 marzo - Joe Borg, giurista e politico maltese
- 19 marzo - Claudio Bortolotto, ex ciclista su strada italiano
- 19 marzo - Mokhtar Hasni, calciatore tunisino († 2024)
- 19 marzo - Károly Hauszler, pallanuotista ungherese († 2023)
- 19 marzo - Marc Lazar, storico e sociologo francese
- 19 marzo - Jörg Pfeifer, ex velocista tedesco
- 19 marzo - Ole Rasmussen, ex calciatore danese
- 19 marzo - Lars-Erik Skiöld, lottatore svedese († 2017)
- 19 marzo - Carmine Talarico, politico italiano
- 19 marzo - Joseph John Urusemal, politico micronesiano
- 19 marzo - Harvey Weinstein, produttore cinematografico statunitense
- 20 marzo - Matteo Brigandì, avvocato e politico italiano († 2024)
- 20 marzo - Mario Antonio Cargnello, arcivescovo cattolico argentino
- 20 marzo - Jang Sun-woo, regista e sceneggiatore sudcoreano
- 20 marzo - Marta Jirásková, ex cestista cecoslovacca
- 20 marzo - Erik Johannessen, ex calciatore norvegese
- 20 marzo - Risto Lignell, ex cestista finlandese
- 20 marzo - Alberto Manenti, militare e funzionario italiano
- 20 marzo - René Verheyen, allenatore di calcio e ex calciatore belga
- 20 marzo - Steve West, ex hockeista su ghiaccio canadese
- 20 marzo - Steve Whitworth, ex calciatore inglese
- 21 marzo - Carlo Actis Dato, sassofonista e compositore italiano
- 21 marzo - Gianni Barbacetto, giornalista, scrittore e opinionista italiano
- 21 marzo - Riccardo Bertoncelli, giornalista, critico musicale e conduttore radiofonico italiano
- 21 marzo - Chang Dae-whan, politico, dirigente d'azienda e editore sudcoreano
- 21 marzo - Beppe Crovella, compositore, tastierista e produttore discografico italiano
- 21 marzo - Christophe Malavoy, attore e regista francese
- 21 marzo - Andy Parker, batterista britannico
- 21 marzo - Pepe Rozón, ex cestista dominicano
- 22 marzo - Bob Costas, commentatore televisivo e attore statunitense
- 22 marzo - Peter Hermann, allenatore di calcio e ex calciatore tedesco
- 22 marzo - Jean-Claude Mourlevat, scrittore e traduttore francese
- 22 marzo - Gabe Nava, cestista messicano († 1981)
- 23 marzo - Francesco Clemente, pittore e disegnatore italiano
- 23 marzo - Mokhtar Dhouieb, ex calciatore tunisino
- 23 marzo - Pola Kinski, attrice tedesca
- 23 marzo - Vladimir Krivcov, ex nuotatore sovietico
- 23 marzo - Ugo Malagnino, politico italiano
- 23 marzo - Marcos Antônio Abdalla Leite, ex cestista brasiliano
- 23 marzo - Villano III, wrestler messicano († 2018)
- 23 marzo - Kim Stanley Robinson, scrittore di fantascienza statunitense
- 23 marzo - Rex Tillerson, dirigente d'azienda e politico statunitense
- 24 marzo - Nicholas Campbell, attore canadese
- 24 marzo - Federico Danti, doppiatore, direttore del doppiaggio e attore italiano
- 24 marzo - Reinhard Genzel, astrofisico tedesco
- 24 marzo - Francesco Giunta, cantautore e produttore discografico italiano
- 24 marzo - Theresa Grentz, ex cestista e allenatrice di pallacanestro statunitense
- 24 marzo - Quim Monzó, scrittore e saggista spagnolo
- 24 marzo - Dolora Zajick, mezzosoprano statunitense
- 25 marzo - Ken Boyd, ex cestista statunitense
- 25 marzo - Gerardo Braggiotti, banchiere italiano
- 25 marzo - Jung Chang, scrittrice cinese
- 25 marzo - Denis Kessler, imprenditore francese († 2023)
- 25 marzo - Antanas Mockus, filosofo, matematico e politico colombiano
- 25 marzo - Andrea Salvietti, ex canoista italiano
- 26 marzo - Yoshitaka Amano, illustratore e character designer giapponese
- 26 marzo - David Amess, politico britannico († 2021)
- 26 marzo - Margherita Giacobino, scrittrice, giornalista e traduttrice italiana
- 26 marzo - R. Walter Moberly, presbitero e teologo britannico
- 26 marzo - Giorgio Morettuzzo, ex cestista italiano
- 26 marzo - Roberto Nicco, storico e politico italiano
- 26 marzo - Willington Ortiz, ex calciatore colombiano
- 26 marzo - Didier Pironi, pilota automobilistico francese († 1987)
- 26 marzo - Gary Ruvkun, biologo statunitense
- 26 marzo - Lynn Vidali, ex nuotatrice statunitense
- 26 marzo - Mut'ib bin 'Abd Allah Al Sa'ud, generale saudita
- 27 marzo - Dennis Fenech, ex calciatore maltese
- 27 marzo - Erwin Fuchsbichler, ex calciatore austriaco
- 27 marzo - Ákejan Kajygeldın, politico kazako
- 27 marzo - Maria Schneider, attrice francese († 2011)
- 27 marzo - Dana Stabenow, scrittrice statunitense
- 28 marzo - Giuseppe Bertin, astrofisico italiano
- 28 marzo - Tony Brise, pilota di Formula 1 britannico († 1975)
- 28 marzo - Antonio Cicchetti, politico italiano
- 28 marzo - Len Elmore, ex cestista statunitense
- 28 marzo - Marie Anne Erize, modella e attivista argentina († 1976)
- 28 marzo - Attilio Fontana, politico italiano
- 28 marzo - Alain Sarde, produttore cinematografico francese
- 28 marzo - Paola Tedesco, attrice e doppiatrice italiana
- 28 marzo - Alain Teixidor, ex rugbista a 15 e allenatore di rugby a 15 francese
- 28 marzo - Leonid Tibilov, politico georgiano
- 29 marzo - Giuseppe Albertini, politico italiano
- 29 marzo - Rainer Bonhof, dirigente sportivo, allenatore di calcio e ex calciatore tedesco
- 29 marzo - Giuseppe Brescia, politico italiano
- 29 marzo - Francesco Conversano, regista italiano
- 29 marzo - Léster Rodríguez, ingegnere e politico venezuelano
- 29 marzo - Teófilo Stevenson, pugile cubano († 2012)
- 29 marzo - Bola Tinubu, politico nigeriano
- 30 marzo - Jose Fuerte Advincula, cardinale e arcivescovo cattolico filippino
- 30 marzo - Elizabeth Astete, politica e diplomatica peruviana
- 30 marzo - Lorenzo Betassa, brigatista italiano († 1980)
- 30 marzo - Stuart Dryburgh, direttore della fotografia neozelandese
- 30 marzo - Janice Hahn, politica statunitense
- 30 marzo - Udo Horsmann, ex calciatore tedesco
- 30 marzo - Mikko Huhtala, ex lottatore finlandese
- 30 marzo - Françoise Lannoy, ex cestista belga
- 30 marzo - Patrizia Scodavolpe, ex cestista italiana
- 30 marzo - Yuichi Sonoda, goista giapponese
- 31 marzo - Mark DeSaulnier, politico statunitense
- 31 marzo - Dennis DuVal, ex cestista statunitense
- 31 marzo - Nelly Miricioiu, soprano rumeno
- 31 marzo - Dermot Morgan, comico e attore irlandese († 1998)
- 31 marzo - Claudio Piccinetti, ex calciatore italiano
- 31 marzo - Marc Raubenheimer, pianista sudafricano († 1983)
- 31 marzo - Paul-Heinz Wellmann, ex mezzofondista tedesco
- 31 marzo - Vanessa del Rio, ex attrice pornografica statunitense